# باکره و کولی (فیلم)
«باکره و کولی» (انگلیسی: The Virgin and the Gypsy) یک فیلم درام بریتانیایی به کارگردانی کریستوفر مایلز محصول سال ۱۹۷۰ است که براساس داستان کوتاهی به‌همین نام از دی اچ لارنس ساخته شد.

## بازیگران
- جوانا شیمکوس
- فای کامپتون
- فرانکو نرو
- اونور بلکمن
- کی والش
- مارک برنس
- ایموجین هسل